# Tarhana

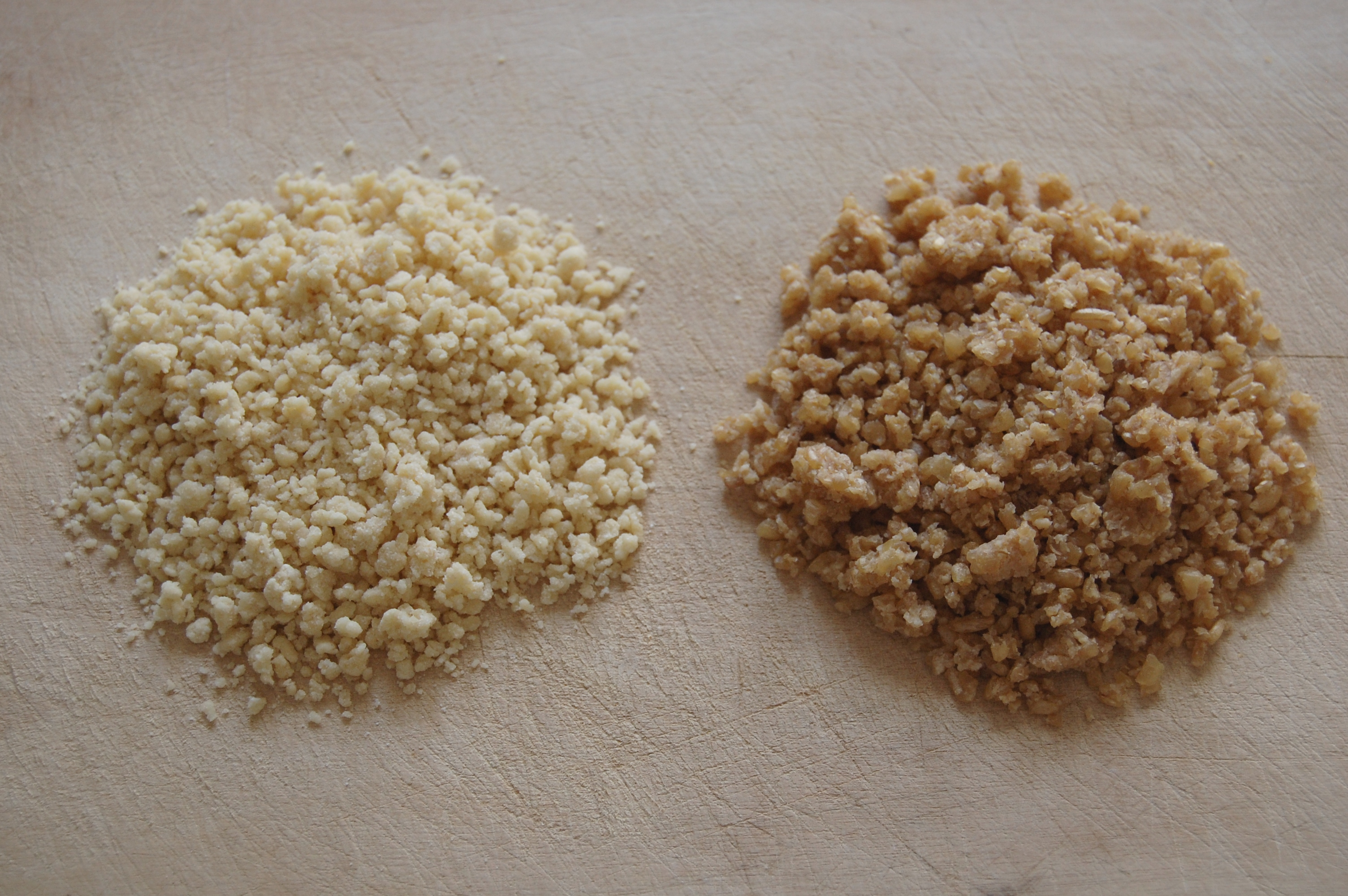
Zwei Sorten Tarhana: Tarhana und Vollkornweizen-Tarhana aus Kreta (rechts).

Tarhana ist ein Pulver, was durch Fermentation hergestellt wird. Tarhana besteht hauptsächlich aus Tomaten, Mehl, Joghurt und Gemüse. Es ist ein altes traditionelles Gericht, das aus dem iranischen Raum stammt und durch die Turkvölker in weiteren Regionen verbreitet wurde. Tarhana kam mit dem Osmanischen Reich in viele der Gebiete, wo sich diese erstreckte. Gekocht wird sie inzwischen vom Balkan und Ungarn (zum Beispiel in der albanischen, bosnischen oder griechischen Küche) bis nach Iran und dessen Nachbarländer, wo es für die Zubereitung von Suppen verwendet wird.
Zur Herstellung werden zuerst Gemüse wie Paprikaschoten, Zwiebeln und Tomaten weich gekocht und püriert oder kleingeschnitten roh verwendet. Anschließend wird das Püree mit Joghurt, Mehl und meist auch Grieß zu einem Teig verknetet, der zugedeckt einige Tage gären muss. Dann wird er in kleine Stücke zerteilt, flach ausgebreitet und an der Luft getrocknet, noch leicht feucht zwischen den Händen zerrieben und ein weiteres Mal getrocknet. Für ein besonders feinkörniges Ergebnis kann die Tarhana schließlich gesiebt und ein drittes Mal getrocknet werden.
Eine Variante ist Yarma oder Göce Tarhanası, bei der das Mehl gekocht und die Masse in kleinen flachen Stücken getrocknet wird, die vor der Weiterverarbeitung in heißem Wasser eingeweicht werden sollten.
Für die Zubereitung von Tarhana-Suppe (Tarhana Çorbası) wird das Tarhanapulver in etwas Wasser aufgelöst; anschließend wird dieser Brei in kaltes Wasser gegeben und unter ständigem Rühren aufgekocht, bis die Suppe eine cremige Konsistenz annimmt. Zum Abschluss wird mit Salz, Paprikapulver und Butter oder Margarine abgeschmeckt.
In einer weniger traditionellen Methode werden Tomatenmark und Hackfleisch in Butter angebraten, kalte Brühe oder Wasser hinzugegeben, das Tarhana-Mehl eingestreut und alles unter ständigem Rühren zum Aufkochen gebracht. Vor dem Servieren können noch Croûtons hinzugegeben werden.
Es gibt auch Tarhana-Varianten mit Sucuk, Turşu (eingelegtem Essiggemüse), Tomaten oder geschnittenen Brühwürstchen als Einlage.
Regional wird ein Teil des Wassers durch Milch ersetzt, was eine helle und cremigere Tarhanasuppe liefert.